# 淳于导
淳于导，出自《三国演义》第四一回，虛構角色，曹仁部将。在长坂坡之战中抓住糜竺，正要去邀功时，被赵云碰见，只一个回合就被赵云斩落马下。是赵云斩杀的第一个曹军大将。